# Marcă bosniacă convertibilă
Marca bosniacă convertibilă (cod ISO 4217: BAM) este unitatea monetară oficială a Bosniei și Herțegovinei încă din anul 1995, când a succedat dinarului iugoslav.
Marca bosniacă convertibilă este divizată în 100 de feninga (фенинга în scriere chirilică), după denumirea subdiviziunii mărcii germane, Pfennig.

## Istorie
Între 1992 și 1995, pe teritoriul Bosniei circula, alături de dinarul bosniac (fostă monedă, între 1992 și 1998, folosită în sectoarele controlate de bosniaci/musulmani), ca monedă de facto marca germană.
Adoptarea noii valute a fost decisă de Acordurile de la Dayton din decembrie 1995, care au condus la normalizarea situației create în timpul războiului, în care trei etnii, fiecare puternic legate de religie, și-au adoptat propria monedă de referință: dinarul apoi kuna la croați, dinarul bosniac, înlocuit cu marca bosniacă convertibilă, și dinarul Republicii Srpska (adoptat între 1992 și 1993 în timpul războiului din Balcani), înlocuit și acesta de marca bosniacă convertibilă, la sârbi. Autoritățile Organizației Națiunilor Unite, care administrau Bosnia, înainte ca Germania să treacă la euro, au cerut ca denumirea monedei să fie schimbată în Konvertibilna marka (KM) (în română: „marcă convertibilă”). Valoarea mărcii convertibile este exact cea a mărcii germane în raport cu euro.
După ce marca germană a fost absorbită de euro, în 1999, marca bosniacă convertibilă a fost raportată la noua monedă unică europeană, cu următorul raport de schimb fix:
- 1 € = 1,95583 KM;
- 1 KM = 0,51129 €.

Marca bosniacă convertibilă este o subdiviziune a monedei euro, așa cum s-a întâmplat cu monedele europene care au fost absorbite de euro, în perioada tranzitorie 1999–2001.
Bancnotele emise în mărci convertibile sunt tipărite în Franța, la întreprinderea François-Charles Oberthur Fiduciaire, specializată în imprimerie.